# Amplectister terapoides
Amplectister terapoides (лат.) — ископаемый вид мирмекофильных жуков-карапузиков из рода †Amplectister (Histeridae). Бирманский янтарь, меловой период (сеноманский век, около 99 млн лет, Мьянма).

## Описание
Мелкие жуки с сильно увеличенными задними ногами. Общая длина тела (переднеспинка + надкрылья): 1,30 мм; максимальная (плечевая) ширина: 0,81 мм; ширина головы: 0,32 мм; длина переднеспинки: 0,39 мм; ширина переднеспинки: 0,76 мм; длина надкрылий (от заднего края переднеспинки до вершин надкрылий по средней линии): 0,91 мм. Тело маленькое, почти квадратное, продолговатое, неравномерно уплощённое на спине. Поверхность матовая, не блестящая, в основном голая, без щетинок, без явных пунктур (вентральная сторона частично с крупными густыми точками). Цвет однородный от тёмно-коричневого до тёмно-красновато-коричневого.
Задние ноги выделяются своими крупными размерами и широкой формой. Задние тазики округлые, очень широко расставлены; вертлуг маленький; заднее бедро широкое и отчётливо расширенное, с выступающим килем вдоль наружной медиальной поверхности, наружная поверхность умеренно щетинистая, со своеобразным сотовым рисунком из крупных точек, внутренняя поверхность слабо вогнута для приёма внутреннего края задних голеней. Задние голени резко широкие и плоские, удлинённо-овальные, значительно расширенные, внутренний край с рассеянными редкими щетинками, наружная поверхность со своеобразным сотовым рисунком из крупных точек, кроме наружного края, внутренняя поверхность с многочисленными жёсткими длинными щетинками вдоль наружного (= верхнего) края голеней. Метатарзус сегментирован на мезотарзус и протарзус.

## Систематика
Вид был впервые описан в 2022 году международной группой палеоэнтомологов в составе Shûhei Yamamoto (The Hokkaido University Museum, Hokkaido University, Саппоро, Япония) и Michael S. Caterino (Department of Plant & Environmental Sciences, Clemson University, Clemson, SC, США). Это второй вид вымершего рода Amplectister, обнаруженный в том же месторождении янтаря и также считающийся мирмекофильным. Описанный здесь новый вид имеет наиболее сильно модифицированные задние ноги среди всех ископаемых карапузиков или даже всех жуков, обнаруженных до сих пор, что указывает на дополнительные доказательства связи с муравьиной колонией. Новое открытие показывает, что значительные и разнообразные морфологические приспособления к мирмекофилии произошли уже в меловом периоде. Amplectister terapoides сходен с типовым видом †Amplectister tenax Caterino and Maddison, 2018. Существенные различия почти полностью ограничиваются удивительными большими задними ногами последних. Хотя задние ноги A. tenax также сильно модифицированы, его задние бёдра и особенно задние голени намного тоньше. У A. terapoides метавентрит вдавлен на всем протяжении до мезо-метавентрального шва, а на метавентральной поверхности отсутствует отчётливая пунктировка, заметная в центральной части метавентрита A. tenax. Краевой киль на каждом надкрылье гораздо более заметен у A. terapoides, чем у A. tenax. Общая форма тела A.terapoides более плоская, практически без дорсальной выпуклости, чем у A. tenax. На поверхности надкрылий A. terapoides имеются немногочисленные редко разбросанные стоячие щетинки, тогда как у A. tenax такие щетинки полностью отсутствуют.
Остаётся неясным самый фундаментальный вопрос об Amplectister: какой цели (или целям) служили увеличенные задние ноги? Катерино и Мэддисон (2018) рассмотрели ряд возможностей, все из которых сосредоточены на цеплянии между полами, в качестве защиты или для форезии. Гораздо более глубоко вогнутая брюшная полость A. terapoides кажется, ещё больше обосновывает последнюю возможность — эти структуры — приспособления для удержания чего-то. Сильное сходство ног A. terapoides с ногами современного Terapus, предполагает связь с муравьями, поскольку все виды Terapus являются облигатными мирмекофилами и связаны с родом Pheidole. Тем не менее, никогда не было опубликовано никаких биологических наблюдений, чтобы предположить более конкретную функцию его преувеличенных задних ног. Однако было замечено, что некоторые другие Haeterinae с увеличенными задними ногами ездят верхом на своих хозяевах, в том числе Euxenister, Euxenister, Chrysetaerius и Pulvinister. Сходные, хотя и конвергентные, адаптации обнаружены у карапузика Chlamydopsis loculosa Lea, 1925, известного как «жук-жокей». Экр в 1968 году подробно описал многие из этих форм поведения жуков из подсемейства Haeteriinae. Примечательно, что у большинства из них на внутренней стороне голеней имеются густые щетинковидные кисточки, как у A. terapoides, которые используются в груминговом поведении, которое, по-видимому, помогает передавать запахи муравьиной колонии жукам (Akre, 1968). Наиболее необычной особенностью Amplectister, не имеющей аналога среди современных мирмекофильных гистерид с увеличенными ногами, является глубоко вогнутое брюшко. Авторы описания выдвигают гипотезу об ассоциации, у которой также не было бы аналогов, возможно, с вымершим подсемейством муравьёв Haidomyrmecinae, так называемыми «адскими муравьями», которые демонстрируют замечательное таксономическое и морфологическое разнообразие в бирманском янтаре.

## Этимология
Название вида Amplectister terapoides связано с заметным сходством модификаций задних ног с таковыми у современного жука-карапузика рода Terapus Marseul, 1863. Это название, в свою очередь, переводится как «ступня мутанта».